# Bardowick
Bardowick est une municipalité allemande du land de Basse-Saxe et de l'arrondissement de Lunebourg. En 2015, elle comptait 6 867 habitants. Elle est à 5 km au nord de Lunebourg sur la rivière navigable Ilmenau. Bardowick est également le siège de la Samtgemeinde ( « municipalité collective ») de Bardowick.

## Histoire
La ville est mentionnée pour la première fois en 795 et est élevée au statut de ville en 972 par Otton Ier du Saint-Empire. Son nom est dérivé du Lombard, la tribu à l'origine de sa fondation. De là, la colonisation de la Lombardie a commencé sous son roi arien et  antitrinitariste Alboïn.
En 1146, la collégiale des Saints Pierre et Paul est mentionnée pour la première fois. En 1186, le prince évêque de Verden, Tammo, accorde des privilèges à la collégiale.
La ville a été rasée au sol, à l'exception des églises, en 1189 par Henri XII de Bavière. Jusque-là, elle était la ville commerciale la plus prospère du nord de l'Allemagne.
Le bâtiment de l'ancienne collégiale est aujourd'hui l'église luthérienne (allemand: Bardowicker Dom) érigée entre 1389 et 1485.